# Mitostoma alpinum
Espèce
Synonymes
- Nemastoma chrysomelas alpinum Hadži, 1931
- Mitostoma chrysomelas michielii Hadži, 1973
- Mitostoma chrysomelas multidenticulatum Hadži, 1973

Mitostoma alpinum est une espèce d'opilions dyspnois de la famille des Nemastomatidae.

## Distribution
Cette espèce se rencontre dans les Alpes en Slovénie, en Autriche et en Italie,.

## Description
Les mâles mesurent de 1,5 à 1,6 mm et les femelles de 1,9 à 2,2 mm.

## Systématique et taxinomie
Cette espèce a été décrite sous le protonyme Nemastoma chrysomelas alpinum par Hadži en 1931. Elle suit son espèce dans le genre Mitostoma en 1951. Elle est élevée au rang d'espèce par Martens en 1978.
Mitostoma chrysomelas michielii et Mitostoma chrysomelas multidenticulatum ont été placées en synonymie par Martens en 1978.

## Étymologie
Son nom d'espèce lui a été donné en référence au lieu de sa découverte, les Alpes.

## Publication originale
- Hadži, 1931 : « Opilioni Triglavskoga masiva - Die Opilionen des Triglavmassivs. » Prirodoslovne Razprave, vol. 1, p. 107–154.